# Misumenoides similis
Misumenoides similis är en spindelart som först beskrevs av Eugen von Keyserling 1881.  Misumenoides similis ingår i släktet Misumenoides och familjen krabbspindlar. Inga underarter finns listade i Catalogue of Life.